# Igor Martínez Caseras
Igor Martínez Caseras (Vitòria, 19 de juliol de 1989), és un exfutbolista basc que jugava com a davanter.

## Trajectòria
Fitxat de l'Alavés va debutar a la Primera divisió a l'estadi d'El Molinón el 18 de setembre de 2010, jugant de titular en el partit contra l'Sporting de Gijón i fent una gran actuació. Va donar l'assistència a Carlos Gurpegi perquè marqués el 2-1 en el minut 29. Va ser substituït en el minut 69 per Ion Vélez, que tornava d'una lesió. Aquesta temporada va jugar 8 partits acumulant 381 minuts.
Entre 2010 i 2013 formà part de l'Athletic Club de Bilbao de la Primera divisió, tot i que intercalava partits amb el filial de l'equip, l'Athletic de Bilbao B.
Martínez va marcar el seu primer gol amb l'Athletic el 30 d'agost de 2012, en un partit de la fase de classificació per la Lliga Europa de la UEFA de la temporada 2012–13 contra l'HJK Helsinki, el darrer en un empat 3–3 (victòria per 9–3 en el resultat global). El 2013 l'Athletic decidí no renovar-li el contracte, i va reprendre la seva carrera a la segona divisió, amb el CD Mirandés i el CD Lugo.

## Selecció espanyola
El 7 d'octubre de 2010 va ser convocat per primera vegada amb la selecció espanyola sub-21 pels partits del 9 i el 12 d'octubre a Burgos i Varazdin contra Croàcia.

## Palmarès
- Trofeu Amets bat: 2011.